# Хронологія рекордів України в приміщенні з легкоатлетичного п'ятиборства серед жінок
Рекорди України з п'ятиборства в приміщенні серед жінок визнаються Федерацією легкої атлетики України з-поміж результатів, які показали українські легкоатлетки у критих спорудах, за умови дотримання встановлених вимог.
Рекорди України з п'ятиборства в приміщенні фіксуються з 1987.

## Хронологія рекордів
| | Результат | Атлет                        | Місто змагань | Дата змагань | Примітки | Відео |
| --- | --------- | ---------------------------- | ------------- | ------------ | -------- | ----- |
| 1 | 4578      | Тетяна Шпак Донецьк          | Москва        | 16.02.1985   |          |       |
| Чемпіонат СРСР з багатоборств у приміщенні, манеж ЛФК «ЦСКА» імені В. П. Куца, ф2: 1. Любов Рацу (Кишинів) 4714 (4662 за старою системою). 2. Тетяна Шпак 4578 (4529) (8,81 — 1,74 — 14,61 — 6,42 — 2.13,82). 3. Ольга Немогаєва (Москва) 4477 (4456). |           |                              |               |              |          |       |
| 2 | 4647      | Тетяна Сидорова Одеса        | Лінц          | 08.02.1992   |          |       |
| (8,54 — 1,88 — 14,28 — 6,17 — 2.18,98) |           |                              |               |              |          |       |
| 3 | 4727      | Наталія Добринська Вінниця   | Будапешт      | 05.03.2004   |          |       |
| (8,48 — 1,82 — 15,39 — 6,43 — 2.19,45) |           |                              |               |              |          |       |
| 4 | 4739      | Наталія Добринська Вінниця   | Бірмінгем     | 02.03.2007   |          |       |
| (8,49 — 1,88 — 15,76 — 6,23 — 2.18,37) |           |                              |               |              |          |       |
| 5 | 4771      | Людмила Блонська Сімферополь | Таллінн       | 16.02.2008   |          |       |
| (8,32 — 1,81 — 14,30 — 6,57 — 2.16,00) |           |                              |               |              |          |       |
| 6 | 4778      | Наталія Добринська Вінниця   | Суми          | 18.02.2010   |          |       |
| (8,33 — 1,82 — 15,69 — 6,42 — 2.19,39) |           |                              |               |              |          |       |
| 7 | 4851      | Наталія Добринська Вінниця   | Доха          | 13.03.2010   |          |       |
| (8,50 — 1,84 — 16,43 — 6,33 — 2.14,85) |           |                              |               |              |          |       |
| 8 | 4880      | Наталія Добринська Вінниця   | Суми          | 16.02.2012   |          |       |
| (8,35 — 1,84 — 16,46 — 6,36 — 2.15,90) |           |                              |               |              |          |       |
| 9 | 5013      | Наталія Добринська Вінниця   | Стамбул       | 09.03.2012   |          |       |
| (8,38 — 1,84 — 16,51 — 6,57 — 2.11,15) |           |                              |               |              |          |       |
| 13 років, 15 днів від дати встановлення |           |                              |               |              |          |       |